# Révai Sámuel
Révai Sámuel, születési és 1881-ig használt nevén Rosenberg Sámuel (Sebeskellemes, 1833. április 13. – Budapest, 1908. november 13.) zsidó származású magyar könyvkereskedő és könyvkiadó, a Révai Testvérek Irodalmi Intézet Részvénytársaság megalapítója.
 „A világgal való megelégedettség és a derült világfelfogás a tisztességes exisztenciához elengedhetetlen, és ha némi elnézés párosul vele mások hibái és gyöngéi iránt, egész bizonyosan el is érhető.” 

## Életútja
Révai Sámuel szegény családba született, az elemi iskolai tanulmányai után, 1846-ban könyvkötő műhelyben dolgozott tanulóként. Pesten, Nagyszombatban és Bécsben folytatta szakmai tanulmányait, melynek során szerteágazó műveltségre, gazdag ismeretekre és tapasztalatokra tett szert – elsősorban a tudományos antikváriátus terén. Már gyerekkorában – autodidakta módon – több idegen nyelvet is elsajátított, a könyvek iránti elkötelezettsége és szeretete igen korán megmutatkozott. Vándorlegényként járta be az országot, de tanulmányai végeztével visszatért szülővárosába, és 1856-ban Eperjesen telepedett le. Könyvkötő műhelyt nyitott, 1859-ben pedig a legnagyobb helyi könyvkereskedést vásárolta meg, melyet Benczúr József alapított 1834-ben. Családot alapított, és magához vette árván maradt öccsét, Révai Leót, akinek hazai és külföldi könyvkereskedelmi oktatását finanszírozta. 
1878-ban megalapította a Magyar Könyvkereskedők Országos Egyletét, melynek előbb alelnöke, az üzleti élettől való visszavonulásakor pedig tiszteletbeli tagja lett. Nevéhez fűződik a magyar könyvkereskedelem szakszerű kialakítása is.
Rosenberg családi nevét 1881-ben Révaira változtatta.
Révai Sámuel 1908-ban hunyt el váratlanul 75 éves korában. A Salgótarjáni utcai zsidó temetőben helyezték nyugalomra (középső út, 3. szakasz, III. parcella). Temetésén számos közéleti személyiség (beleértve Berzeviczy Albertet, a Magyar Tudományos Akadémia elnökét) vett részt, a búcsúbeszédet Hevesi Simon főrabbi tartotta.

## ARévai Testvérek Irodalmi Intézet Részvénytársaságalapításának története
Kitüzött célunkat: hazánk emelését és felvirágoztatását azonban csak azzal érjük el, ha az ismereteket és művelődést egyaránt népszerüsitő irodalmat legtágabb körben terjeszteni iparkodunk.”
 
Az eperjesi kereskedés mellett, 1869-ben Pesten, az Egyetem utcában is üzletet nyitott, mely mint bel- és külföldi könyvkereskedés és nemzeti antikvárium kezdte meg működését - szinte egyedülállóan az országban - , öccsének, Révai Leónak vezetésével. Már a kezdetektől különös figyelmet fordítottak az antikvár-részleg fejlesztésére, könyvjegyzékeiket Révai Leó szerkesztette „Havi Közlemények” címen. Révai Sámuel rendkívül jó hírnevet szerzett magának mind a magyarországi, mind a németországi kiadók körében még eperjesi üzletének vezetése alatt, szakismerete és tájékozottsága pedig vonzotta a kor könyvgyűjtőit, a könyvszerető arisztokráciát. Ez alapja lehetett volna a komoly üzleti sikereknek is, az öccsével való ellentétes üzletvezetési filozófiájuk miatt azonban 1875-ben a testvérek a cég valamennyi tevékenységét felszámolták és értékesítették, az antikvárium kivételével, melyet Révai Leó üzemeltetett tovább. A kereskedés 1877-ben Dobrowsky és Franke tulajdonába ment át. 1879-ben Révai Leó – erősen romló látása miatt – Sámuel bátyjának fiát, Révay Mór Jánost kérte fel az antikvárium ügyeinek intézésére, ennek okán Révai Sámuel újratársult öccsével. 1880-ban Révay Mór János könyvkiadóval is bővítette a kereskedést, és megalapította a Regényvilág c. folyóiratot, melyben a kor legkiválóbb szépírói publikáltak. Végül, 1885-ben Révai Leó lépett ki a családi vállalkozásból, innentől Révay Mór János, majd 1887-től Révai Ödön (Révai Sámuel kisebbik fia) lettek a Révai Testvérek cég tagjai. 1895. július 1-jén a Révai Sámuel által alapított Révai Testvérek cég Révai Testvérek Irodalmi Intézet Részvénytársasággá alakult át. Révai Sámuel rövidesen visszavonult az üzlettől, a cég irányítását fiai, Révay Mór János és Révai Ödön vették át, akik országos hírnevet szereztek a vállalatnak. Számos népszerű regényt adtak ki, Jókai és Mikszáth műveinek kizárólagos kiadási joga is a Révai Testvérek Irodalmi Intézet tulajdonában volt. 1911-ben kezdődtek – a Pallas Irodalmi és Nyomdai Rt.-től vett jogok alapján – a Révai nagy lexikona kiadásának munkálatai. A Pallas nagy lexikonának korábban csak terjesztői voltak a Révai Testvérek, de 1899-ben a jogok teljes egészében a Révai Testvérek Irodalmi Intézet tulajdonába mentek át. 1917-ben a cég nyomdát alapított, mely a Vadász utcában működött. Az államosítás után a Révai Testvérek Irodalmi Intézet kiadói ága a Szépirodalmi Könyvkiadóhoz került, a nyomda pedig Nyomdaipari Szolgáltató Vállalatként működött tovább.

## Munkái
- Az ódondászat rendezése. Corvina, 1887. (cikk)
- Nemzeti irodalmunkról és a magyar könyvkereskedelemről. Budapest, 1887.
- A társadalmi jólét feltételei. Budapest, 1901. REAL-EOD archive.org
- Németül: Grundbedingungen der gesellschaftlichen Wohlfahrt. Lipcse, 1902. Online

## Nyomtatott források
- Révay Mór János: Írók, könyvek, kiadók – Egy magyar könyvkiadó emlékiratai. Budapest, Révai Testvérek Irodalmi Intézet, 1920.
- Magyar zsidó lexikon. Szerk. Ujvári Péter. Budapest: Magyar Zsidó Lexikon. 1929. 745. o.  Online elérés
- Magyar életrajzi lexikon I–IV. Főszerk. Kenyeres Ágnes. Budapest: Akadémiai.  1967–1994.
- Kicsi Sándor András: Magyar Könyvlexikon. Budapest, Kiss József Könyvkiadó, 2006.
- Új magyar irodalmi lexikon III. (P–Zs). Főszerk. Péter László. 2. jav., bőv. kiad. Budapest: Akadémiai. 2000.  ISBN 963-05-7747-X
- Révai nagy lexikona. Budapest: Révai Testvérek Irodalmi Intézet Részvénytársaság. 1911–1935.